# Aeroportul Leshukonskoye
Aeroportul Leshukonskoye (IATA: LDG, ICAO: ULAL) este un aeroport din Regiunea Arhanghelsk, Rusia. Aeroportul a fost tranzitat în 2017 de 6.026 de pasageri. A fost deschis în 1932.
Situat la o altitudine de 67 m, aeroportul dispune de 1 pistă.

## Infrastructură

### Piste
Aeroportul dispune de o singură pistă. Pista are orientarea 11/29. 